# Wasilij Archipow (generał)
Wasilij Siergiejewicz Archipow (ros. Васи́лий Серге́евич Архи́пов, ur. 16 grudnia?/29 grudnia 1906 we wsi Tiutniary w guberni permskiej (obecnie część wsi Gubernskoje w obwodzie czelabińskim), zm. 13 czerwca 1985 w Moskwie) – radziecki dowódca wojskowy, generał pułkownik wojsk pancernych, dwukrotny Bohater Związku Radzieckiego (1940 i 1944).

## Życiorys
Początkowo był pastuchem, w 1921 skończył 5 klas szkoły, później pracował w warsztacie, młynie i elektrowni w Czelabińsku. 
Od listopada 1928 służył w Armii Czerwonej, w 1929 ukończył szkołę pułkową w Winnicy, był zastępcą dowódcy plutonu.
W 1930 zaocznie ukończył moskiewskie technikum samochodowe, a w sierpniu 1931 kursy dowódców plutonów przy szkole piechoty w Odessie. W 1932 ukończył kursy kadry dowódczej Ukraińskiego Okręgu Wojskowego w Żytomierzu i został dowódcą plutonu, potem sekretarzem biura partyjnego i zastępcą szefa szkoły batalionowej, w 1938 ukończył leningradzkie kursy wojsk pancernych doskonalenia kadry dowódczej i został dowódcą szkolnej kompanii wojsk pancernych w Peterhofie w Leningradzkim Okręgu Wojskowym. 
Od listopada 1939 do marca 1940 uczestniczył w wojnie z Finlandią jako dowódca kompanii czołgów 112 batalionu pancernego 35 Brygady Pancernej 7 Armii Frontu Północno-Zachodniego; dowodzona przez niego kompania zniszczyła wiele fińskich czołgów i dział. 
Po zakończeniu wojny służył w Wyborgu w Leningradzkim Okręgu Wojskowym, w kwietniu 1941 został dowódcą samodzielnego batalionu czołgów w Berdyczowie w Kijowskim Specjalnym Okręgu Wojskowym.
Po ataku Niemiec na ZSRR uczestniczył w walkach frontowych jako dowódca batalionu 43 Armii Pancernej, od września do grudnia 1941 dowódca 10 pułku czołgów, a od grudnia 1941 do marca 1942 zastępca dowódcy 10 Brygady Pancernej Frontu Południowo-Zachodniego. Od marca 1942 do kwietnia 1943 dowodził 109 Brygadą Pancerną Frontu Briańskiego (od czerwca do sierpnia 1942 i w styczniu-lutym 1943), Stalingradzkiego (w sierpniu-wrześniu 1942), Dońskiego (od września do grudnia 1942) i Centralnego (od lutego do kwietnia 1943), brał udział w operacji woronesko-woroszyłowgradzkiej, bitwie pod Stalingradem i operacji siewskiej, w 1942 był dwukrotnie kontuzjowany. 
W sierpniu 1943 ukończył kursy akademickie przy Wojskowej Akademii Wojsk Pancernych i Zmechanizowanych ewakuowanej do Taszkentu, od września 1943 do maja 1945 dowodził 53 Gwardyjską Brygadą Pancerną, walczył na Froncie Woroneskim (we wrześniu-październiku 1943) i 1 Froncie Ukraińskim (od października 1943 do września 1944 i od października 1944 do maja 1945), uczestniczył w operacji sumsko-pryłuckiej, kijowskiej, żytomiersko-berdyczowskiej, płoskirowsko-czerniowieckiej, lwowsko-sandomierskiej, sandomiersko-śląskiej, dolnośląskiej, berlińskiej i praskiej; 1 sierpnia 1944 wyróżnił się w walkach o Świniary. W ciągu kilku następnych dni na czele brygady brał udział w walkach o Staszów i Oględów. 
W sierpniu 1945 został zastępcą dowódcy, a w maju 1946 dowódcą 6 Gwardyjskiej Dywizji Pancernej Grupie Wojsk Radzieckich w Niemczech, 1946-1948 dowodził 6 kadrowym pułkiem czołgów Grupy Wojsk Radzieckich w Niemczech. W 1950 ukończył Wojskową Akademię Sztabu Generalnego. Od grudnia 1950 do lipca 1954 dowodził wojskami pancernymi i zmechanizowanymi Turkiestańskiego Okręgu Wojskowego, od lipca 1954 do kwietnia 1958 był szefem zarządu przygotowania bojowego tego okręgu, od kwietnia do sierpnia 1958 dowódcą 1 Samodzielnej Armii w Rumunii, a od sierpnia 1959 do maja 1960 dowódcą 1 Gwardyjskiej Armii w Czernihowie. Od maja 1960 do września 1961 był I zastępcą dowódcy wojsk Syberyjskiego Okręgu Wojskowego w Nowosybirsku, od września 1961 do stycznia 1971 starszym specjalistą wojskowym przy dowództwie okręgu wojskowego Narodowej Armii Ludowej NRD.
W lipcu 1971 został przeniesiony do rezerwy. 
W latach 1951–1956\57 był członkiem KC Komunistycznej Partii Turkmenistanu. 
Został pochowany na Cmentarzu Kuncewskim. Jego imieniem nazwano ulicę w Oziorsku.

## Awanse
- politruk (24 stycznia 1936)
- kapitan (28 marca 1939)
- major (26 sierpnia 1941)
- podpułkownik (20 lutego 1942)
- pułkownik (23 lipca 1942)
- generał major wojsk pancernych (20 kwietnia 1945)
- generał porucznik wojsk pancernych (31 maja 1954)
- generał pułkownik wojsk pancernych (22 lutego 1963)

## Odznaczenia
- Złota Gwiazda  Bohatera Związku Radzieckiego (dwukrotnie - 21 marca 1940 i 23 września 1944)
- Order Lenina (trzykrotnie - 21 marca 1940, 30 grudnia 1956 i 31 października 1967)
- Order Rewolucji Październikowej (28 grudnia 1976)
- Order Czerwonego Sztandaru (pięciokrotnie - 14 stycznia 1940, 7 grudnia 1941, 17 stycznia 1945, 9 czerwca 1945 i 20 czerwca 1949)
- Order Kutuzowa II klasy (10 stycznia 1944)
- Order Wojny Ojczyźnianej I klasy (11 marca 1985)
- Order Czerwonej Gwiazdy (3 listopada 1944)
- Order Krzyża Grunwaldu III klasy (Polska)
- Krzyż Wojenny Czechosłowacki 1939 (Czechosłowacja)

I medale ZSRR oraz inne zagraniczne odznaczenia.